# 昂坪360
昂坪360（こうへいさんびゃくろくじゅう）は、2006年に開業した香港の香港鉄路が所有する観光用のロープウェイである。開業時から2007年まではオーストラリアに本社を置くSkyrail-ITMが運営していた。ランタオ島の東涌（トンツォン）と昂坪（ゴンピン）を結んでいる。

## 概要
2006年に開業した、全長5.7kmのライトナー・ロープウェイズ製ロープウェイである。公式の案内などに、中国語で「纜車」、英語で「cable car」と表示されているが、同じ香港にあるピークトラムの様な軌道を有する、日本語で一般的に称するところのケーブルカーではなく、複線式のゴンドラリフトである。所要時間は20分から30分と幅があるのは、強風時には徐行運転することになっているからである。ルートは、東涌から一度、香港国際空港のある赤鱲角（チェクラプコック）に向かう。そこで方向転換をした後、彌勒山の山頂を経由して、昂坪に到着する。ただし、途中に乗降駅はない。また、乗車にはチケットの購入が必要であり、クレジットカード払いは可能だが、オクトパスは使えない。

## 観光
昂坪駅には「昂坪市集」という商店・レストラン群が併設され、そこを歩いて抜けると5分ほどで天壇大仏のある宝蓮禅寺に着く。宝蓮禅寺には「素食レストラン」が併設されている。素食とは、中国式精進料理である。宝蓮禅寺のものは台湾素食と比較すると、やや高級感がある。大仏に向かう階段の手前に食券売り場があり、そこで食事の時間を予約する。なお、この食券を買わなくても、階段を上り、大仏の中の1階部分には入ることが出来るが、舎利子の展示(大仏内の2階3階部分)を見るには、食券が必要である。
従来は、新大嶼山巴士（新ランタオ島バス）がランタオ島における独占的なバス事業者（東涌および香港国際空港を除く）であり、宝蓮禅寺への交通を一手に引き受けていたが、昂坪360の開通により所要時間が40分ほど短縮されたことにより、バスの利用者は激減した。
香港国際空港に近接した場所にあるため「出入国ついでに観光したい」という人も多いと思われるが、荷物の預かり所などはないので、予め空港で預けてから向かうなどの対策が必要。空港からはバスで移動することになる。また、万一のトラブル（運行の一時停止、閉じ込めなど。開業以来、時間の多少にかかわらず数回発生している）に巻き込まれるリスクを考えると、香港出国（離境）日の観光コースに組み込むことは避けた方がよい。

## 事故
2007年6月11日、試験中に空のゴンドラが地上に落下する事故が発生した。この事故による死傷者は出なかったものの、運行は安全性が確保されるまで無期限停止とされた。9月18日、地鉄有限公司（当時）とSkyrail-ITMとの契約は破棄され、昂坪360の運営は地鉄有限公司が新たに100%子会社を設立して引き継ぐことが発表された。12月31日、6ヶ月ぶりに昂坪360の運行が再開された（昂坪ロープウェイ落下事故）。
2012年1月25日、プーリーの問題から全線突然停止運行。約800人の乗客が冬の気温0度のゴンドラの中で約2時間をすごすこととなった。全線のプーリーが交換されるまで、約2ヶ月運休した。2012年4月5日に運転再開。

## 駅一覧
| 日本語駅名 | 繁体字香港語駅名 | 英語駅名   | 累計 キロ | 接続路線 | 所在地 |
| ---------- | ---------------- | ---------- | --------- | -------- | ------ |
| 東涌駅     | 東涌站           | Tung Chung | 0.0       | ■東涌線  | 離島区 |
| 昂坪駅     | 昂坪站           | Ngong Ping | 5.7       |          | 離島区 |